# José López Portillo

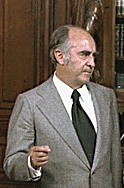
López Portillo 1979

José López Portillo y Pacheco (* 16. Juni 1920 in Mexiko-Stadt; † 17. Februar 2004 ebenda) war Präsident Mexikos (1. Dezember 1976 bis 30. November 1982). Portillos Präsidentschaft war geprägt von anfänglichem wirtschaftlichem Wachstum durch steigende Erdölexporte, gefolgt von einer schweren Schuldenkrise, die 1982 zur Staatsinsolvenz führte. Er verstaatlichte den Bankensektor und wurde für Korruption und Nepotismus kritisiert, was sein Erbe belastete.
Seine Rezeption ist größtenteils negativ; er gilt als Symbol politischer Dekadenz, da viele seiner Minister in Korruptionsskandale verwickelt waren, während er selbst nie strafrechtlich verfolgt wurde.

## Leben
López Portillo war der Sohn von José López Portillo y Weber und dessen Ehefrau Rosario Pacheco. Er studierte Jura an der Universidad Nacional Autónoma de México und war dort ab 1954 Professor, zuerst für Staatstheorie, danach für politische Wissenschaft. 1959 wurde er Mitglied des PRI; 1973–1975 war er Finanzminister unter Luis Echeverría, 1976–1982 sein Nachfolger als Staatspräsident von Mexiko.
Durch eine Steigerung der Erdölexporte florierte anfänglich unter seiner Präsidentschaft die Wirtschaft; später kam es aber zu hohen Staatsschulden und sozialen Spannungen. Im letzten Jahr seiner Regierung wurde Mexiko, bedingt durch eine galoppierende Inflation und international stark fallende Erdölpreise, zahlungsunfähig. Am 1. September 1982 verstaatlichte er die mexikanischen Banken.
López Portillo wurde erhebliche Bestechlichkeit vorgeworfen; Schätzungen gehen von einem Korruptionserlös von bis zu einer 1 Milliarde Dollar aus. So bezeichnete z. B. die New York Times es in ihrem Nachruf als ein Symbol der politischen Dekadenz, dass er seine Mätresse, Rosa Luz Alegría, nicht nur zur Tourismus-Ministerin gemacht, sondern ihr auch für zwei Millionen US-Dollar ein Haus gekauft hatte.

## Präsidentschaft
José López Portillo y Pacheco wurde Präsident Mexikos am 1. Dezember 1976. Zu Beginn seiner Amtszeit befand sich Mexiko in einer wirtschaftlichen Krise, die er mit einem umfassenden Entwicklungsprogramm bekämpfen wollte, das auf den neu entdeckten Erdölreserven in Veracruz und Tabasco basierte. Unter seiner Führung stiegen die Erdölexporte erheblich, was kurzfristig zu wirtschaftlichem Wachstum führte. Allerdings führte eine Kombination aus Korruption, ineffizienten Staatsunternehmen und unkontrollierten Staatsausgaben zu einer massiven Verschuldung von 60 Milliarden US-Dollar. 1978 machte er einen Staatsbesuch in der Volksrepublik China.
Im Jahr 1982, als die Ölpreise fielen, erklärte Mexiko zahlungsunfähig. In seiner letzten Rede vor dem Kongress kündigte López Portillo die Verstaatlichung des Bankensektors an und bat um Verzeihung für die Fehler seiner Regierung. Trotz seiner anfänglichen Erfolge wurde er wegen weit verbreiteter Korruption und Nepotismus stark kritisiert. López Portillo bleibt einer der umstrittensten Präsidenten in der mexikanischen Geschichte, und seine Amtszeit endete mit einem tiefen Vertrauensverlust in die politische Führung des Landes.

## Familie
José López Portillo war zweimal verheiratet, zuerst mit Carmen Romano, einer Nichte des Malers Francisco Romano Guillemín, mit der er drei gemeinsame Kinder namens José Ramón, Carmen und Paulina hatte, und danach mit der Schauspielerin Sasha Montenegro, mit der er weitere zwei Kinder hatte.
Seine Schwester war die Autorin Margarita López Portillo. Er machte sie zur Direktorin aller mexikanischen Filmstudios und Rundfunksender.

## Ehrungen
Durch den luxemburgischen Großherzog Jean wurde er am 19. September 1980 in den Nassauischen Hausorden vom Goldenen Löwen aufgenommen.